# Steirisches Randgebirge
Das Steirische Randgebirge, auch Steirische Voralpen, ist eine orographisch signifikante Gebirgsgruppe der Ostalpen, die diejenigen Teile der Zentralalpen an ihrer östlichen Gabelung umfasst, die das Steirische Becken (Grazer Bucht) einrahmen. Diese Bergzüge bilden den östlichen Gebirgsrand zum Alpenvorland im Südosten und liegen ganz oder teilweise in der Steiermark, sonst in Niederösterreich, Kärnten und Slowenien.

## Umgrenzungund Einordnung

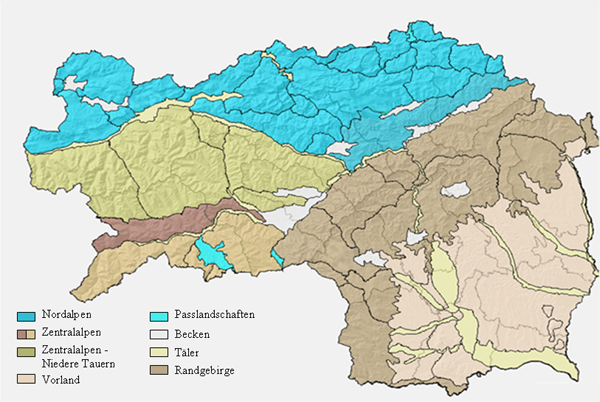
Das Randgebirge

Die Nordgrenze bildet die Mur-Mürz-Furche bis über den Semmeringpass ins Niederösterreichische hinein, die Westgrenze ab dem Obdacher Sattel das (schon in Kärnten liegende) Lavanttal, die Südgrenze die Drau bis Maribor (Marburg) in Slowenien. Die Grenze zum Vorland ist über weite Strecken weitgehend willkürlich, hier laufen die Alpen in das subalpine Steirische Hügelland aus, das sich noch bis nach Ungarn und Slowenien hinüber zieht, bevor sich die Alpen endgültig in der Pannonischen Tiefebene verlieren. Der Gebirgsbogen hat eine Länge von 220 Kilometern.
Nach der Alpenvereinseinteilung der Ostalpen (AVE) fallen diese Gruppen in die Lavanttaler Alpen und das Randgebirge östlich der Mur, die Trennung bildet der Murdurchbruch bei Bruck und Graz, der das Grazer Bergland in eine westliche und eine östliche Gruppe teilt. Die beiden AVE-Gruppen entsprechen weitgehend den Westlichen und Östlichen Steirischen Voralpen: Die Begrifflichkeiten von Steirischem Randgebirge und von Lavanttaler Alpen mitsamt Randgebirge östlich der Mur unterscheiden sich nur um die Seetaler Alpen (um den Zirbitzkogel), die das Steirische Becken nicht mehr berühren, und in der Landschaftsgliederung der Steiermark, wo diese Berge mit «R» bezeichnet sind, schon zum Großraum der hochalpineren Zentralalpen (Z) gerechnet werden, während das Randgebirge durchwegs Mittelgebirgscharakter hat. Die Internationale vereinheitlichte orographische Einteilung der Alpen (SOIUSA/IVOEA) rechnet aber die Lavanttaler Alpen in einem anderen Sinne als die Berge rund um das Lavanttal (19.II), und dabei die Koralpe zu diesen, nicht zum Randgebirge (20).
Die Zuordnung der östlichsten Alpenausläufer Niederösterreichs und des Burgenlands (Bucklige Welt, Bernsteiner, Günser Berge, Rosalien- und Ödenburger Gebirge) schwankt, die SOIUSA rechnet sie hinzu (20.IV Östliche Steirische Voralpen mit dem Wechsel als Hauptgruppe), die Landschaftsgliederung der Steiermark spart diese naturgemäß gutteils aus (mit dem Joglland beim Vorland).

## Gliederung
Zum Steirischen Randgebirge gehören:
- Gleinalpe (mit Hochalpe)
- Stubalpe
- Packalpe
- Koralpe (mit Reinischkogelzug)
- Poßruck
- Grazer Bergland (Westliches und Östliches)
- Fischbacher Alpen
- Wechsel
- Bucklige Welt
- Joglland

In der amtlich verwendeten Landschaftsgliederung der Steiermark, wo das Randgebirge – naturgemäß auf den Raum der Steiermark begrenzt – eine Hauptgruppe (R) ausmacht, werden die Täler, Becken und Passlandschaften der Gegend als eigenständige Raumeinheiten betrachtet.
Höchster Gipfel ist der Ameringkogel der Packalpe mit 2187 m ü. A. am nordwestlichen Angelpunkt der beiden Flügel der Zentralalpen, mit ebenfalls schon alpinem Gepräge, die Packalpe wird aber auch als Untergebiet der Stubalpe gerechnet, von der sie durch einen minder prägnanten Sattel getrennt ist, und zählt daher zum Steirischen Randgebirge.